# Miss Italia 1966
Miss Italia 1966 si svolse a Salsomaggiore Terme il 3 e il 4 settembre 1966. Vinse la diciassettenne Daniela Giordano di Palermo. L'organizzazione fu diretta da Enzo Mirigliani.

## Risultati

La manifestazione

| Risultato finale | Concorrente          |
| ---------------- | -------------------- |
| Miss Italia 1966 | - – Daniela Giordano |
| 2ª classificata  | - – Nadia Marconi    |
| Miss Cinema      | - – Luciana Vincenzi |
| Miss Eleganza    | - – Paola Rossi      |
| Miss Gambe       | - – Ester Milano     |

## Concorrenti
01) Silvia Berardi (Miss Cinema Marche)

02) Nadia Costantini (Miss Eleganza Romagna)

03) Daniela Giordano (Miss Sicilia)

04) Sandra Esposito (Miss Eleganza Puglia)

05) Renata Fruscella (Miss Marche)

06) Adriana Ranalli (Miss Abruzzo)

07) Milena Milardi (Miss Calabria)

08) Silvana Galli (Selezione Fotografica)

09) Nadia Marconi (Miss Roma)

10) Luisa Rigolon (Miss Cinema Sicilia)

11) Miriana Petternell (Miss Cinema Veneto)

12) Bianca Pastore (Miss Campania)

13) Giulia Gandolfo (Reginetta Carnevale di Viareggio)

14) Ileana Acerbi (Miss Cinema Emilia)

15) Elena Bertalli (Miss Toscana)

16) Palmira Ghidini (Miss Eleganza Emilia)

17) Graziella Corradi (Miss Venezia Tridentina)

18) Rosa Altanese (Miss Cinema Liguria)

19) Loredana Rossi (Miss Emilia)

20) Irene Marchiodi (Selezione Fotografica)

21) Teresa Botta (Miss Puglia)

22) Ester Milano (Miss Cinema Puglia)

23) Marisa Busetto (Selezione Fotografica)

24) Vanna Coppi (Miss Cinema Lombardia)

25) Ivana Migliori (Miss Cinema Romagna)

26) Jurna Gonzales (Miss Cinema Lazio)

27) Neris Arvati (Miss Lombardia)

28) Mercedes Arnè (Miss Piemonte)

29) Rosetta Baimonti (Selezione Fotografica)

30) Paola Rossi (Miss Veneto)

31) Loredana Merlini (Selezione Fotografica)

32) Giorgia Della Giusta (Miss Umbria)

33) Marisa Pernigotti (Selezione Fotografica)

34) Mimma Biscardi (Miss Lazio)

35) Barbara Pignaton (Selezione Fotografica)

36) Francesca Frank (Miss Sardegna)

37) Biancarosa Spadanuda (Selezione Fotografica)

38) Flora Ocello (Miss Cinema Calabria)

39) Vera Podrecca (Miss Friuli Venezia Giulia)

40) Ione Frassinetti (Miss Eleganza Umbria)

41) Raffaella Urban (La Bella dell'Adriatico)

42) Luciana Vincenzi (Miss Eleganza Lazio)